# Odense Internationale Musikteater
Odense Internationale Musikteater (OIM) er et musikdramatisk teater, der har til huse på Odense havn. i 2011 skiftede teatret navn til NoDomain, men foreningen bag hedder fortsat Odense Internationale Musikteater.
Repertoiret indeholder ofte forestillinger med nyskrevet materiale, som man improviserer over under prøvearbejdet, hvorved de medvirkende har en afgørende indflydelse på den færdige forestilling.
Som navnet antyder kombineres musik og teater, men forestillingerne tager ikke deres udgangspunkt i de kendte musicals, som i dag har sin sejrsgang verden over. De rækker derimod ud over den kendte musical-genre, idet musikken og teksten ofte er nyskrevet til de medvirkende, og derved har afsæt i en dramaturgisk helhed. En helhed som først bliver scenisk manifesteret ved mødet med teaterrummet og publikum.
Forestillingerne bliver produceret og spillet i Odense, Danmark – hvorefter de, når det er muligt, sendes på turné. 

De internationale perspektiver knytter sig primært til samarbejdet med udenlandske musik- og teaterfolk – og det forhold, at forestillingerne også kan præsenteres på udenlandske scener.

## Historie
Odense Internationale Musikteater blev grundlagt som selvstændigt producerende teater i 1994 af Anders Nyborg (skuespiller og instruktør), Morten Øberg (musiker og komponist) og Nis Jarl Jespersen (produktionsleder og scenograf).
Initiativtagerne havde ved flere lejligheder arbejdet sammen på den danske Landsdelsscene i Odense, og visionen var, at det "nye" teater skulle smelte musik og teater sammen i et anderledes grænseoverskridende udtryk.
Skuespillere og musikere er ikke fastansatte, men bliver engageret fra produktion til produktion, hvilket betyder, at de medvirkende kan, og bliver hentet ind fra forskellige hjørner af teater-, film- og musikscenen i Danmark.

## Forestillinger
- Lindø Lukket (2012)
- MEWE: Stemmer Bazaren (2011)
- Out of CTRL (2010)
- MEWE: Urban United (2009)
- Modellen (2007)
- Cosa Nostra (2007)
- Ancient Mariner (2005-2007)
- Memory (2006)
- Heaven (2004-2005)
- The Citizen (2003)
- Her står du (2001)
- The Song of the Sirens (2000)
- Friheden tur/retur (1999)
- Lulu (1996-1998)
- Kære morder (1998)
- Dan Turèll – Det fedtede slips (1997)
- Late Night, Rose Garden (1997)
- Opfindelsen af ensomhed (1996)
- Fata Morgana (1995)
- Sam Cooke – Don't Fight It, Feel It (1995)
- Kasper Hauser (1994)